# Dawit III
Dawit III, död 1721, var kejsare av Etiopien mellan 1716 och 1721.